# Grb Komora
Grb Komora sadrži zeleni polumjesec s četiri bijele zvijezde koji se nalazi i na zastavi Komora. Iza polumjeseca nalazi se sunce, a oko njega je službeni naziv države (Federalna Islamska Republika Komori) na arapskom (جمهورية القمر الاتحادية الإسلامية) i francuskom jeziku (République fédérale islamique des Comores). Oko natpisa su maslinove grančica, a na dnu je državno geslo Unité, Justice, Progrés (Jedinstvo, pravda, napredak).